# Enicospilus thetis
Enicospilus thetis är en stekelart som beskrevs av Ian D. Gauld och Mitchell 1981. Enicospilus thetis ingår i släktet Enicospilus och familjen brokparasitsteklar. Inga underarter finns listade i Catalogue of Life.